# Der Student von Prag (1935)
Der Student von Prag ist ein deutscher Horror- und Fantasyfilm aus dem Jahre 1935. Unter der Regie von Arthur Robison übernahm Adolf Wohlbrück die Titelrolle. Es handelt sich dabei um die dritte Verfilmung der gleichnamigen Schauergeschichte von Hanns Heinz Ewers.

## Handlung
Der Studiosus Balduin ist im Prag des ausgehenden 19. Jahrhunderts als exzellenter Degenfechter bekannt. Im Studentenkeller feiert er mit Freunden ausgelassen den Geburtstag der jungen Lydia, die heimlich in Balduin verliebt ist. Als plötzlich die schöne Opernsängerin Julia das Lokal betritt, hat Balduin nur noch Augen für sie. Sie wird dazu gedrängt, für die kleine Gesellschaft zu singen. Einer der Studenten, der forsche Zavrel, nimmt sich allerdings zu viel heraus und versucht, Julia zu küssen. Balduin springt dazwischen und verteidigt die Ehre der Künstlerin mit dem Degen. Beeindruckt von seiner Galanterie, lädt Julia die Gruppe zu ihrer nächsten Opernvorstellung ein.
Dr. Carpis, ein finsterer Geselle und früherer Liebhaber der Sängerin, sieht die sich anbahnende Liaison zwischen Julia und Balduin mit wachsendem Missbehagen. In ihrer Garderobe warnt er sie in bedrohlicher Form und fordert sie auf, zu ihm zurückzukehren. Balduin ist von Julia hin- und hergerissen und teilt seiner Angebeteten vor dem Theater seine tiefe Verehrung mit. Doch die Künstlerin erscheint unerreichbar, und so beginnt Balduin Selbstgespräche mit seinem Spiegelbild, das er einen jugendlichen Schwärmer nennt. Wie aus dem Nichts taucht Dr. Carpis auf. Er verhängt den Spiegel mit seinem schwarzen Umhang und erklärt Balduin in finsterer Absicht, dass dieser ganz ohne die schwärmerische Spiegelexistenz nun mehr Erfolg haben werde. Als erstes Resultat dieser Aktion hat Balduin viel Glück im Spiel: dem Baron Waldis, einem weiteren Verehrer Julias, nimmt er ein veritables Vermögen samt Kutsche und Pferden ab.
Eines Nachts erscheint Balduin im Traum sein eigenes Spiegelbild. Balduin verdrängt diese böse Vorahnung und geht stattdessen mit Julia auf einen Kostümball. Beide tanzen, grimmig beobachtet von Dr. Carpis. Nur Julia bemerkt diesen und warnt wenig später Balduin vor dessen finsteren Absichten. Doch Balduin ist jung und unbekümmert und wischt ihre Sorgen beiseite. Stattdessen küsst er sie. Wie aus dem Nichts kommt Carpis dazu und zeigt Balduin sein verloren geglaubtes Spiegelbild: Sein gespiegeltes Ich tritt durch die Tür. Balduin kann es nicht fassen und beginnt verwirrt sein alter ego zu verfolgen. Auf dem Weg zum Ballsaal kommt es zu einer dramatisch verlaufenden Konfrontation mit Baron Waldis. Dieser schlägt Balduin ins Gesicht, worauf dieser ihn zum Duell herausfordert.
Julia bittet jetzt Balduin, Waldis beim Duell zu verschonen. Als Carpis Balduin steckt, dass Julia Waldis immer noch liebe und dann beim Duell auch noch sein Spiegelbild auftaucht, gerät Balduin derart in Rage, dass er Baron Waldis mit seinem Degen ersticht. Balduin erkennt, dass er dem Wahnsinn nahe ist und handeln muss. Überall, wohin er auch geht, ist auch sein von Carpis losgelassenes Spiegelbild anwesend und bringt ihn so allmählich um den Verstand. Wieder auf seinem Zimmer, reißt Balduin den schwarzen Umhang vom Spiegel. Dann betritt sein Spiegelbild den Raum. Nun stehen gleich zwei Balduins vor dem Spiegel. Balduin schießt auf sein gespiegeltes Ich. Der Spiegel zerbricht in tausend Scherben, und Balduin sinkt tödlich getroffen nieder.

## Produktionsnotizen
Der Student von Prag war die letzte Regiearbeit des Deutsch-Amerikaners Arthur Robison. Er starb zwei Monate nach Abschluss der Dreharbeiten, die sich von Ende Juli bis Ende August 1935 hinzogen. Die Uraufführung war am 10. Dezember 1935 im Berliner Gloria-Palast. Nach den beiden Stummfilmen von 1913 und 1926 ist dieser Film die bislang einzige Tonfilmversion. 
Für die beiden bisherigen Besitzer der Produktionsfirma Cine Allianz, die Juden Arnold Pressburger und Gregor Rabinowitsch, war Der Student von Prag der erste Film, den sie nicht mehr persönlich produzieren durften, da sie zur Drehzeit im Rahmen einer nationalsozialistischen Zwangsarisierungsmaßnahme aus ihrer eigenen Firma herausgedrängt worden waren.
Die Produktions- und Herstellungsleitung hatte Fritz Klotzsch, die Filmbauten stammen von Hermann Warm und Carl Haacker. Carl Wilhelm Tetting diente als Produktions- und Regieassistent. Die Sopranistin Miliza Korjus übernahm die Gesangspartien von Dorothea Wiecks Julia.

## Kritiken
Wiens Neue Freie Presse berichtete in der Ausgabe vom 11. Dezember 1935: "In der Titelrolle ragt Adolf Wohlbrück weit über sein bisheriges Liebhabermaß empor. Er macht den Menschen durchaus glaubhaft, der von Dämonen gepeitscht wird und immer erschöpfter und enttäuschter dem Glück nachjagt. Sein Spiel ist voll Ehrlichkeit und Intensität. […] Außerordentlich in seiner kraftvoll dämonischen, eiskalt berechnenden Art ist Theodor Loos, der mitunter das Feuer der Leidenschaft und enttäuschter Liebe aus seiner Beherrschtheit hochzucken läßt."
In der Österreichischen Film-Zeitung ist in der Ausgabe vom 13. Dezember 1935 auf Seite 2 zu lesen: "In packenden Bildern rollt das fesselnde, geheimnisvolle Geschehen auf der Leinwand ab. […] Adolf Wohlbrück gibt als Student Balduin eine interessante Studie (…)."
Lotte H. Eisner schrieb in „Die dämonische Leinwand“: „Unüberbrückbar scheint vor allem die Kluft zwischen einer stummen Fassung und einer Tonfassung des gleichen Themas; selbst ein Regisseur von Niveau wie Arthur Robison versagt, als er im Jahr 1936 die dritte Fassung des STUDENTEN VON PRAG zu drehen hat.“
Das Lexikon des internationalen Films befand, dass diese dritte Verfilmung „nicht den künstlerischen Rang ihrer Vorgänger [erreicht]. Anklänge an den expressionistischen Stil der zwanziger Jahre sind besonders in der Ausstattung unverkennbar.“